# Cassisotropis
Cassisotropis is een geslacht van wantsen uit de familie van de Miridae (Blindwantsen). Het geslacht werd voor het eerst wetenschappelijk beschreven door Taszakowski et al. in 2022.

## Soorten
Het genus bevat de volgende soort:

- Cassisotropis aciformis Taszakowski et al., 2022